# Ant Law
Ant Law (* 15. November 1983) ist ein britischer Jazzmusiker (Gitarre, Komposition). Der Guardian bezeichnete ihn als „Innovator“, der Blog Music Radar als einer der originellsten Stimmen der Jazzgitarre seiner Generation.

## Leben und Wirken
Law wurde im Nahen Osten geboren, seine Eltern arbeiteten zu dieser Zeit als Lehrer in Saudi-Arabien, wo er lebte, bis er 16 Jahre alt war. In seiner Jugend interessierte er sich für Rockmusik, etwa von Stevie Ray Vaughan. Er hatte in Kindheit und Jugend Musikunterricht (Gitarre, Piano) und studierte an der Edinburgh University und am Berklee College of Music. Ab den 2000er-Jahren arbeitete er in der britischen Jazzszene u. a. mit der Sängerin Lorna Reid, mit der um 2008 erste Aufnahmen entstanden (Gypsy in My Soul). In den folgenden Jahren spielte er in verschiedenen musikalischen Projekten mit dem Saxophonisten Tim Garland (Somgs to the North Sky 2014) und mit der Formation Partikel um Duncan Eagles. Mit Michael Chillingworth (Saxophone), John Turville (Piano), Tom Farmer (Bass) und James Maddren (Schlagzeug) nahm er sein Debütalbum Entanglement (33 Records, 2013) auf; 2015 folgte die Produktion Zero Sum World auf Whirlwind Recordings, die zahlreiche positive Besprechungen erhielt. 2016 tourte er mit dem Art of Rhythm Trio, mit Matt Ridley (Bass) und Asaf Sirkis (Drums und Konnakol). 2018 spielte er im HLK Trio, mit Steve Lehman und Evelyn Glennie. Mit dem Quintett The Antidote um Matt Ridley mit Alex Hitchcock (Saxophon), Tom Hewson (Piano) und Marc Michel (Schlagzeug) erschien 2021 ein gleichnamiges Album auf Ubuntu Music. Er gehört auch zur Band von Emma Rawicz.
Law schrieb das Lehrbuch 3rd Millennium Guitar: An Introduction to Perfect 4th Tuning. Law lebt in London.

## Diskographische Hinweise
- Life I Know (Edition Records, 2018)
- The Sleeper Wakes (2020)
- Ant Law & Brigitte Beraha: Unified Theories (2025)